# Superstar Spectacle (2021)
WWE Superstar Spectacle — профессиональное телевизионное специальное реслинг-шоу и WWE Network, производимое WWE, в котором примут участие рестлеры из брендов Raw, SmackDown и NXT. Состоялось 22 января 2021 года и вышло в эфир в записи в День Индийской Республики 26 января. Шоу будет специально подготовлено для индийского рынка WWE в рамках их пятилетней сделки с Sony Pictures Networks India. Шоу включает в себя элементы традиционной и современной индийской культуры и транслируется из Тропиканы Филд в Сент-Питерсберге , штат Флорида, в виртуальном просмотре под названием ThunderDome. На этом шоу выступят десять талантливых индийских рестлеров.

## Производство

### Предыстория
Выйдя из финансового звонка WWE в третьем квартале 29 октября 2020 года, президент и главный финансовый директор WWE Ник Хан объявил, что в компании работают с Sony Pictures Networks India над созданием шоу, специально ориентированного на индийский рынок, которое будет транслироваться в 2021 году и будет включать в себя талантливых индийских рестлеров промоушена. Шоу будет транслироваться во основном на индийских платформах Sony и будет распространяться внутри страны и в Соединенных Штатах.. Телевизионный спецвыпуск будет двухчасовым шоу, транслируемым на Sony TEN 1, Sony TEN 3 и Sony Max, и выходящим в эфир в 8 вечера по восточному времени. Зрители будут иметь возможность смотреть трансляцию на том языке, который они предпочитают, с комментариями как на английском, так и на языке хинди.
13 января 2021 года WWE объявила, что Чемпион WWE Дрю Макинтайр, Рей Мистерио, Шарлотт Флэр, Эй Джей Стайлз, Бейли, The New Day (Кофи Кингстон и Ксавье Вудс), Синсукэ Накамура, Сезаро, Дольф Зигглер, Роберт Руд, Наталья, Рикошет, Зал славы WWE Рик Флэр и многие другие будут присутствовать на мероприятии. Джиндер Махал, первый чемпион WWE индийского происхождения, Болливуд Бойз (Сунил и Самир Сингх), Инд Шер, Джит Рама, Кавита Деви, Гигант Занджир, Дилшер Шанки и Гуру Раадж-все они были дополнительно подтверждены.

### Сюжетные линии
Поединки происходили из сценарных сюжетных линий, где рестлеры изображали героев, злодеев или менее различимых персонажей в сценарных линих, которые создавали напряжение и завершались реслинг матчей или серией матчей. Результаты были предопределены сценаристами WWE на бренды NXT Raw и SmackDown, как и сюжетные линии созданные на еженедельных телевизионных шоу WWE, Monday Night Raw и Friday Night SmackDown.

## Результаты
| № | Матч | Тип матча                        |
| - | --- | -------------------------------- |
| 1 | Финн Балор победил Гуру Раджа                                                                                            | Одиночный матч                   |
| 2 | Дилшер Шанки, Гигант Занджир, Рей Мистерио и Рикошет победили Дольфа Зигглера, Короля Корбина, Синсукэ Накамуру и Сезаро | Командный матч из восьми человек |
| 3 | Эй Джей Стайлз (с Омосом) победил Джита Раму                                                                             | Одиночный матч                   |
| 4 | Сарина Сандху и Шарлотт Флэр победили Бейли и Наталью                                                                    | Командный матч                   |
| 5 | Дрю Макинтайр и Индус Шер (Ринку и Саурав) победили Джиндера Махала и Болливуд Бойз (Самир Сингх и Сунил Сингх)          | Командный матч из шести человек  |

## Заметки
1. ↑  Мероприятие проходило без зрителей из-за пандемии COVID-19 в Соединенных Штатах, в нем участвовала живая толпа виртуальных фанатов через просмотр ThunderDome .